# اریک جانسون (ورزشکار)
اریک جانسون (انگلیسی: Erik Johnsen؛ زادهٔ ۴ ژوئیهٔ ۱۹۶۵) اسکی‌باز پرش اهل نروژ است.